# ¿Qué clase de día ha sido?
¿Qué clase de día ha sido? es el vigésimo segundo capítulo de la serie dramática El Ala Oeste y último de la Primera Temporada.

## Argumento
El capítulo comienza cuando el presidente da una conferencia en el Ayuntamiento de Rosslyn, Condado de Arlington ante su hija y un grupo de estudiantes universitarios. A la salida algo va mal: la agente especial Gina Toscano, encarga de velar por la seguridad de la hija del Presidente, Zoey, observa a un Skinhead sospechoso entre la multitud.
Luego el episodio retrocede hasta el comienzo del día: Un F-117 Nighthawk ha sido derribado en la zona de exclusión de Irak. Su piloto se ha eyectado, pero no se sabe su localización. El Presidente ordenará su inmediata evacuación. E incluso amenazará con invadir Bagdad si no es recuperado con vida. 
Más tarde se observará al Presidente y a su equipo preparando la conferencia primero en la Sala de Prensa y luego en el Salón Roosvelt. Por otro lado el Servicio Secreto avisará del incremento de la amenaza sobre la hija del Presidente y su novio, el Ayudante Charlie por grupos de Supremacía Blanca.
Josh debe presionar al Vicepresidente Hoynes para que de su apoyo a la reforma de la ley electoral, recordando viejos tiempos cuando el propio Josh era colaborador del entonces candidato presidencial. C.J. Cregg se ve obligada a mentir a la prensa para velar por el buen desarrollo de la operación de rescate, ante el enfado del reportero Dany.
Mientras, el hermano de Toby se encuentra en una misión del Transbordador Espacial con serios problemas para volver a Tierra por culpa de una compuerta de la bodega de carga que no cierra correctamente. Durante la conferencia informarán a Toby con una señal de que su hermano ha vuelto sano y salvo, y poco antes, el Almirante Fitzwallace informará del rescate del Piloto derribado. 
Por último, y tras la conferencia, dos pistoleros disparan al Presidente y a su equipo. El caos reina en la multitud, todo el mundo se echa al suelo y se escucha en la radio del Servicio Secreto...¿quien ha sido herido?. Terminando la temporada con una final abierto e incierto.

## Curiosidades
- Mientras el Almirante Fitzwallace y el Presidente esperan noticias del piloto en el Despacho oval, el militar hace una observación interesante: en el escudo presidencial, el águila mira hacia su derecha, a las ramas de olivo. Sin embargo en una declaración de guerra, según él, el águila mira a su izquierda, a unas flechas, que simbolizan conflicto. Esto es una leyenda urbana, si bien es cierto que Harry S. Truman cambió dicho escudo.

- Durante la escena final del tiroteo, la actriz Jorja Fox fue accidentalmente atropellada en una pierna, teniendo que ser trasladada a un hospital. Afortunadamente fueron solo magulladuras.

- El episodio fue criticado por algunos medios televisivos, por incluir el atentado al Presidente, un recurso muy evidente para mantener vivo el interés del público. Esto se demostró infudando, porque en la temporada siguiente se demostraría que era un recurso para abrir nuevas líneas argumentales.

## Premios
Nominada 
- Tina Hirsch fue nominada en este episodio por el mejor montaje de cámara por los Premios Emmy que finalmente fueron a parar a la serie Urgencias.

## Enlaces
- Ficha en FormulaTv
- Enlace al Imdb
- Guía del Episodio (en inglés)

- Datos: Q7991286